# Vicente Gómez-Aranda
Vicente Gómez-Aranda (Belmonte de San José, Teruel, 1903-?) fue catedrático de química orgánica de la Facultad de Ciencias de la Universidad de Zaragoza durante 32 años (1941-1973) y director del Instituto del Carbón de Zaragoza, el futuro Instituto de Carboquímica, hasta jubilarse.
Entre sus alumnos figuran José Barluenga, que fue posteriormente catedrático de química orgánica en la Universidad de Oviedo, José Barluenga.

## Premios y reconocimientos
- Orden de Alfonso X el Sabio[2]